# Braone
Braone (lombardul: Braù) település Olaszországban, Lombardia régióban, Brescia megyében. Lakosainak száma 691 fő (2023. január 1.). Braone Breno, Cerveno, Ceto, Losine és Niardo községekkel határos.

## Népesség
A település népességének változása:
| Lakosok száma | 692  | 682  | 691  |
|               | 2017 | 2018 | 2023 |